# 秋吉徹
秋吉 徹（あきよし とおる、11月8日 - ）は、日本の男性声優。熊本県出身。81プロデュース所属。

## 略歴
2007年4月、81プロデュースに所属。

## 人物
方言は熊本（小国）弁。趣味・特技はものまね、バスケットボール。

## 出演

### テレビアニメ
2005年
- かみちゅ!
- ガラスの仮面（スタッフ、若者B）

2007年
- エル・カザド（ならず者A）
- Over Drive（観客）

2008年
- 今日からマ王! 第3シリーズ（兵士）
- ゴルゴ13（テロリスト、狙撃兵）
- 絶対可憐チルドレン（男）
- まめうしくん（おむす火、かんじうし）

2009年
- ダンカイカレー中辛（川重竹春）
- メタルファイト ベイブレード（手下C）

2011年
- プリティーリズム・オーロラドリーム
- ポケットモンスター ダイヤモンド&パール 特別編（助手A）
- レベルE（ラファティ、山田、研究員、江尻）

2012年
- 新テニスの王子様（鷲尾一茶）

2022年
- シュート!Goal to the Future（岡航聖）

2023年
- 転生貴族の異世界冒険録〜自重を知らない神々の使徒〜（セイヤ）

2024年
- 異世界ゆるり紀行 〜子育てしながら冒険者します〜（ファリウス）

2025年
- ある魔女が死ぬまで（サラリーマン）

### OVA
- 最遊記外伝（2011年）
- 聖闘士星矢 THE LOST CANVAS 冥王神話（2011年、冥闘士）

### ゲーム
- 幻想水滸伝ティアクライス（2008年、ソロウ、ボッシュ、ミズラック）
- 斬撃のREGINLEIV（2010年、北の狩人B）
- スライ・クーパー コレクション（2011年、Vehicle Goon 1）

### ドラマCD
- ティンクルセイバー

### 吹き替え

#### 映画
- オズ はじまりの戦い（カドリング鍛冶屋〈アーノルド・エイジー〉）
- お兄ちゃんはデンマザー（タイタス）
- キャンプ・ロック2 ファイナル・ジャム
- シャーペイのファビュラス・アドベンチャー
- タンタンの冒険/ユニコーン号の秘密（船員）
- トロン: レガシー（緑プログラム）
- パイレーツ・オブ・カリビアン/生命の泉（城の衛兵1）
- フライトナイト/恐怖の夜
- ミッション: 8ミニッツ

#### テレビドラマ
- 恋のからさわぎ
- ザ・パシフィック（ラポイント、病室の男）

#### アニメ
- カーズ2（王子）
- カーズトゥーン メーターの世界つくり話（グレイドー）
- きかんしゃトーマス（ジェローム、ウィリー、グリン、エイデン、オーストラリアの二階建てバス 他）
  - きかんしゃトーマス トーマスのはじめて物語〜The Adventure Begins〜（ジェローム 他）
- 最強武将伝 三国演義（費詩、隊長、孟獲兵4、衛兵、腹心、黄皓）
- ミュータント タートルズ（セールスマン、戦士）

### パチスロ
- パチスロ・名球会
- パチスロ・サラリーマン金太郎
- パチスロ・北斗の拳

### その他コンテンツ
- NHK営業サービス（ナレーション）

## ディスコグラフィ

### キャラクターソング
| 発売日        | 商品名                                            | 歌                                       | 楽曲                                                                 | 備考                                   |
| ------------- | ------------------------------------------------- | ---------------------------------------- | -------------------------------------------------------------------- | -------------------------------------- |
| 2013年7月24日 | THE BEST OF U-17 PLAYERSⅦ SYUN SUZUKI&ISSA WASHIO | 鈴木惷（荒木健太朗）、鷲尾一茶（秋吉徹） | 「同調（シンクロ）タイフーン」 「同調（シンクロ）タイフーン-Remix-」 | テレビアニメ『新テニスの王子様』関連曲 |